# Wonderword
Wonderword is een Engelstalige woordzoekpuzzel. Het was de eerste woordzoeker die thematisch opgebouwd werd en waarbij de overblijvende letters samen een codewoord vormden. 
Alle woorden in het raster zijn met elkaar verbonden waarbij de overblijvende letters het antwoord vormen. Het raster heeft een afmeting van 15×15 of 20×20. Elke puzzel heeft een titel, een thema, een oplossingsnummer en woordenlijst.

## Geschiedenis
Wonderword werd voor het eerst in 1970 in Edmonton en Montreal gesyndiceerd. Sinds 1980 heeft Universal Press Syndicate van Kansas City de syndicatierechten. De puzzel verschijnt in 2 formaten: een 15×15 raster van maandag tot en met zaterdag en 20×20 voor zondagedities. Om ruimteredenen publiceren sommige zondagskranten een 15×15 versie onder de naam Teleword. Naar schatting bereikt Wonderword meer dan een miljoen lezers per dag.
Wonderword werd opgezet door de Canadese auteur Jo Ouellet (1923-1997).. In 1994 verscheen haar zoon David Ouellet als co-auteur tot haar dood in 1997. David Ouellet zette daarna de rubriek voort met zijn vrouw Sophie Ouellet en redacteur Linda Boragina en een team van medewerkers.

## Publicaties
Wonderword verschijnt momenteel in meer dan 225 kranten in Noord-Amerika. Wonderword publiceert ook boeken in 2 soorten series. De Treasury-boeken bieden puzzels die al zijn gepubliceerd en dateren al uit 1980. De Treasury-boeken bevatten ongeveer 133 puzzels, waarvan er 25 de grotere 20×20-afmeting hebben. De tweede boekenreeks is de Collected Wonderword in de Volume-reeks. De puzzels zijn speciaal voor het boek gemaakt en hebben soms een thema binnen een thema. Boekthema's zijn onder andere 'Presidential Edition', 'Classical Television' en 'Book of Celebrities'. De Volume-boeken bevatten in totaal 43 puzzels, waarvan er 9 de grotere 20×20-maat hebben. Wonderword verschijnt ook in een dagelijkse "pagina-per-dag"-bureaukalender. 

## Uitleg
De woorden staan in alle richtingen: verticaal, horizontaal, diagonaal en achterstevoren.
Spelers moeten alle woorden in de woordenlijst lezen en dan naar de puzzel kijken. Als een woord is gevonden, kan het worden omcirkeld of worden gemarkeerd. De letters worden meer dan eens gebruikt, zodat het aan te raden is om niet het hele woord te omcirkelen. Het is handig om eerst de lange woorden te vinden. Als een woord is gevonden, kan het worden doorgestreept in de lijst. Als elk woord is gevonden, vormen de resterende letters de oplossing, of "Wonderword", in volgorde.'

## Erkenning
Wonderword heeft puzzels gemaakt die de aandacht hebben getrokken van onder andere Boeing, Swarovski en Bill O'Reilly. Wonderword is onderdeel van de Puzzle Society.